# 基延格-丘耶利湖
基延格-丘耶利湖（俄语：Киенг-Кюель）是俄羅斯的湖泊，由克拉斯諾達爾邊疆區負責管轄，位於北西伯利亞低地東北部，面積99平方公里，湖水來自融雪和雨水，每年九至翌年六月結冰。